# 丘爾坎帕
丘爾坎帕（西班牙語：Churcampa），是秘魯的城鎮，位於該國中南部萬卡韋利卡大區，是丘爾坎帕省的首府，始建於1591年5月27日，距離萬卡韋利卡190公里，2005年人口1,523。